# Diboll
Diboll város az USA Texas államában, Angelina megyében. Lakosainak száma 4457 fő (2020. április 1.).

## Népesség
A település népességének változása:

| 2010 | 4 776 |
| 2020 | 4 457 |